# Hanna (banda sonora)
Hanna: Original Motion Picture Soundtrack es el álbum de la banda sonora de la película británico-alemana de 2011 Hanna, dirigida por Joe Wright. La banda sonora fue compuesta por el dúo inglés de música electrónica The Chemical Brothers. Inicialmente, el álbum solo se lanzó digitalmente, pero el 4 de julio de 2011 fue lanzado en CD.
NME clasificó el álbum en el número 54 en su lista de las "61 mejores bandas sonoras de cine".

## Lista de canciones
| N.º   | Título                                                      | Duración |  |
| 1.    | «Hanna's Theme»                                             | 2:08     |  |
| 2.    | «Escape 700»                                                | 5:16     |  |
| 3.    | «Chalice 1»                                                 | 0:47     |  |
| 4.    | «The Devil Is in the Details»                               | 3:22     |  |
| 5.    | «Map Sounds / Chalice 2»                                    | 0:15     |  |
| 6.    | «The Forest»                                                | 1:07     |  |
| 7.    | «Quayside Synthesis»                                        | 1:21     |  |
| 8.    | «The Sandman»                                               | 1:45     |  |
| 9.    | «Marissa Flashback»                                         | 2:44     |  |
| 10.   | «Bahnhof Rumble»                                            | 2:37     |  |
| 11.   | «The Devil Is in the Beats»                                 | 2:34     |  |
| 12.   | «Car Chase (Arp Worship)»                                   | 4:58     |  |
| 13.   | «Interrogation / Lonesome Subway / Grimm's House»           | 4:25     |  |
| 14.   | «Hanna vs Marissa»                                          | 1:46     |  |
| 15.   | «Sun Collapse»                                              | 0:11     |  |
| 16.   | «Special Ops»                                               | 1:28     |  |
| 17.   | «Escape Wavefold»                                           | 3:21     |  |
| 18.   | «Isolated Howl»                                             | 0:41     |  |
| 19.   | «Container Park»                                            | 3:45     |  |
| 20.   | «Hanna's Theme (Vocal Version)» (featuring Stephanie Dosen) | 5:28     |  |
| 50:01 |                                                             |          |  |